# Менталист (телесериал)
«Ментали́ст» (англ. The Mentalist) — американский телевизионный сериал, который транслировался на телеканале «CBS» с 23 сентября 2008 года по 18 февраля 2015 года. Создан английским сценаристом и режиссёром Бруно Хеллером, который также является исполнительным продюсером. В сериале семь сезонов и в общей сложности 151 эпизод.

## Синопсис
Главный герой — Патрик Джейн (Саймон Бейкер), превосходный менталист, психолог-практик и манипулятор, некогда притворявшийся «экстрасенсом» и «ясновидящим». Джейн помогает Калифорнийскому бюро расследований США (КБР) в раскрытии различных тяжких преступлений, однако основная причина сотрудничества Патрика с КБР — желание поймать серийного убийцу по прозвищу Кровавый Джон (англ. Red John, также Красный Джон), который убил жену и дочь главного героя за пять лет до событий первого эпизода сериала.
Джейн является консультантом в отделе КБР, в который входят специальные агенты Кимбл Чо, Уэйн Ригсби, Грейс ван Пелт и их босс Тереза Лизбон.
В названии каждого эпизода до девятой серии шестого сезона (кроме пилотного) присутствуют слова «красный», «кровавый» или иные слова, так или иначе имеющие отношение к красному цвету, что является отсылкой к главному врагу Джейна.

## Список эпизодов
| Сезон | Сезон | Эпизоды | Время вещания (EST)                           | Оригинальная дата показа | Оригинальная дата показа | Рейтинг Нильсена | Рейтинг Нильсена    |
| Сезон | Сезон | Эпизоды | Время вещания (EST)                           | Премьера сезона          | Финал сезона             | Ранк             | Зрители в США (млн) |
| ----- | ----- | ------- | --------------------------------------------- | ------------------------ | ------------------------ | ---------------- | ------------------- |
|       | 1     | 23      | Вторник, 21:00                                | 23 сентября 2008         | 19 мая 2009              | 6                | 17,52               |
|       | 2     | 23      | Четверг, 22:00                                | 24 сентября 2009         | 20 мая 2010              | 10               | 15,37               |
|       | 3     | 24      | Четверг, 22:00                                | 23 сентября 2010         | 19 мая 2011              | 9                | 15,24               |
|       | 4     | 24      | Четверг, 22:00                                | 22 сентября 2011         | 17 мая 2012              | 12               | 14,57               |
|       | 5     | 22      | Воскресенье, 22:00                            | 30 сентября 2012         | 5 мая 2013               | 24               | 11,82               |
|       | 6     | 22      | Воскресенье, 22:00                            | 29 сентября 2013         | 18 мая 2014              | 26               | 11,27               |
|       | 7     | 13      | Воскресенье, 21:00 (2014) Среда, 20:00 (2015) | 30 ноября 2014           | 18 февраля 2015          | 25               | 11,81               |

## В ролях
| Актёр          | Персонаж           | Сезоны    | Сезоны    | Сезоны    | Сезоны    | Сезоны    | Сезоны       | Сезоны    |
| Актёр          | Персонаж           | 1         | 2         | 3         | 4         | 5         | 6            | 7         |
| -------------- | ------------------ | --------- | --------- | --------- | --------- | --------- | ------------ | --------- |
| Саймон Бейкер  | Патрик Джейн[en]   | Постоянно | Постоянно | Постоянно | Постоянно | Постоянно | Постоянно    | Постоянно |
| Робин Танни    | Тереза Лисбон[en]  | Постоянно | Постоянно | Постоянно | Постоянно | Постоянно | Постоянно    | Постоянно |
| Тим Кан        | Кимбэлл Чо[en]     | Постоянно | Постоянно | Постоянно | Постоянно | Постоянно | Постоянно    | Постоянно |
| Оуайн Йомен    | Уэйн Ригсби[en]    | Постоянно | Постоянно | Постоянно | Постоянно | Постоянно | Постоянно    | Гость     |
| Аманда Ригетти | Грейс ван Пелт[en] | Постоянно | Постоянно | Постоянно | Постоянно | Постоянно | Постоянно    | Гость     |
| Рокмонд Данбар | Дэннис Эббот[en]   |           |           |           |           |           | Постоянно    | Постоянно |
| Эмили Суоллоу  | Ким Фишер[en]      |           |           |           |           |           | Постоянно    |           |
| Джо Адлер[en]  | Джейсон Уайли[en]  |           |           |           |           |           | Периодически | Постоянно |
| Джози Лорен    | Мишель Вега[en]    |           |           |           |           |           |              | Постоянно |

## Производство

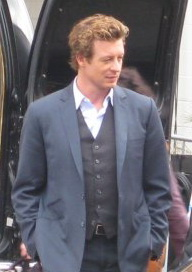
Саймон Бейкер на съёмках «Менталиста» в 2010 году.

Реального Калифорнийского бюро расследований (КБР) в США больше не существует. В 2007 году, ещё до выхода телесериала на экраны, оно было объединено с наркоотделом (англ. Bureau of Narcotic Enforcement) и переименовано в Бюро расследований и разведки (БРР). Также в сериале часто показывают вымышленные места, такие как Сэлинджер Милл и Ранчо-Роса. Сцены «Менталиста» в основном сняты в студии в Лос-Анджелесе, но иногда сцены снимаются в Сакраменто.
15 октября 2008 года телеканал «CBS» заказал полный сезон сериала.
20 мая 2009 года «CBS» заказал второй сезон, премьера которого состоялась 24 сентября 2009 года в США, 22 сентября — на «CTV» в Канаде, 28 сентября 2009 года — в Австралии.
19 мая 2010 года «CBS» объявил, что сериал продлён на третий сезон.
18 мая 2011 года «CBS» анонсировал предстоящий выход четвёртого сезона.
14 марта 2012 года «CBS» сообщил о продлении сериала на пятый сезон.
10 мая 2014 года, после длительных переговоров, канал «CBS» продлил сериал на седьмой сезон. Бруно Хеллер заявил, что это будет «вызов на бис».
4 ноября 2014 года руководство канала «CBS» объявило о закрытии сериала по окончании седьмого сезона, который будет сокращён до тринадцати эпизодов.

### Концепция
Из-за способности главного героя замечать незначительные детали, делать из них выводы и формировать психологические профили людей, сериал «Менталист» сравнивают с такими сериалами, как «Тысячелетие», «Доктор Хаус», «Обмани меня», «Закон и порядок», «Жизнь как приговор», «Детектив Монк», «Профиль убийцы», «Шах и мат» и «Ясновидец» — все эти произведения восходят к Артуру Конану Дойлу и его историям о Шерлоке Холмсе, причём создатель сериала Бруно Хеллер сам воспринимает Патрика Джейна как современного Шерлока Холмса. Хотя было признано, что эта концепция не новая, сериал получил высокую оценку за его «вдумчивое исполнение».
Тем не менее телесериал критиковался за романтизацию мести и самосуда.

## Российско-украинский ремейк
Осенью 2016 года стало известно о начале производства российско-украинского ремейка сериала, который вышел на телеэкраны Украины 5 марта 2018 года под названием «Менталист», а России — 26 марта 2018 года под названием «Тот, кто читает мысли (Менталист)». Роль Патрика Джейна (в ремейке его зовут Даниил Романов) исполнил израильский актёр Ехезкель Лазаров (озвучил Кирилл Кяро). Сериал не связан с реальными событиями.